# Capela de Santo António da Neve

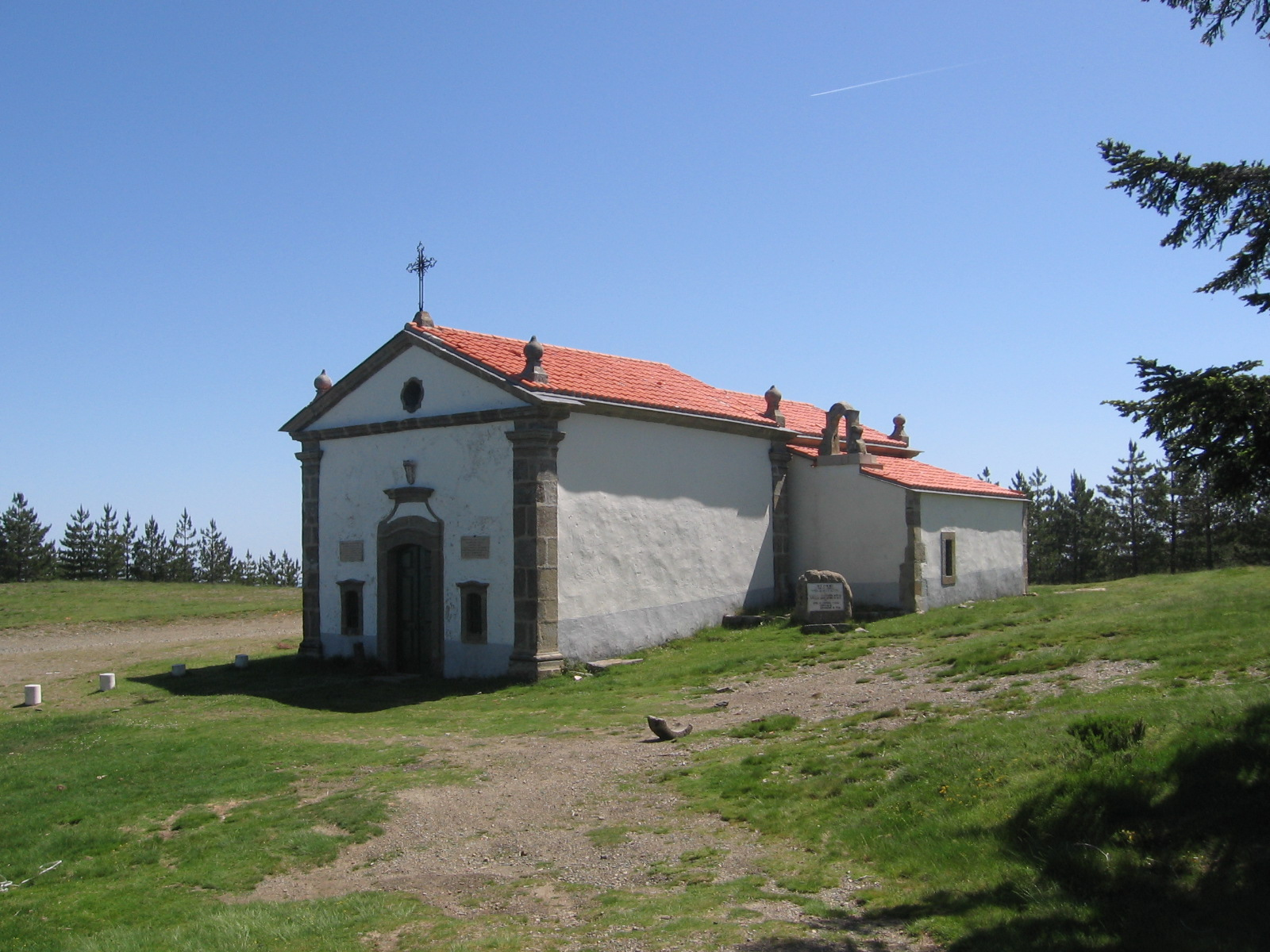
Capela de Santo António da Neve

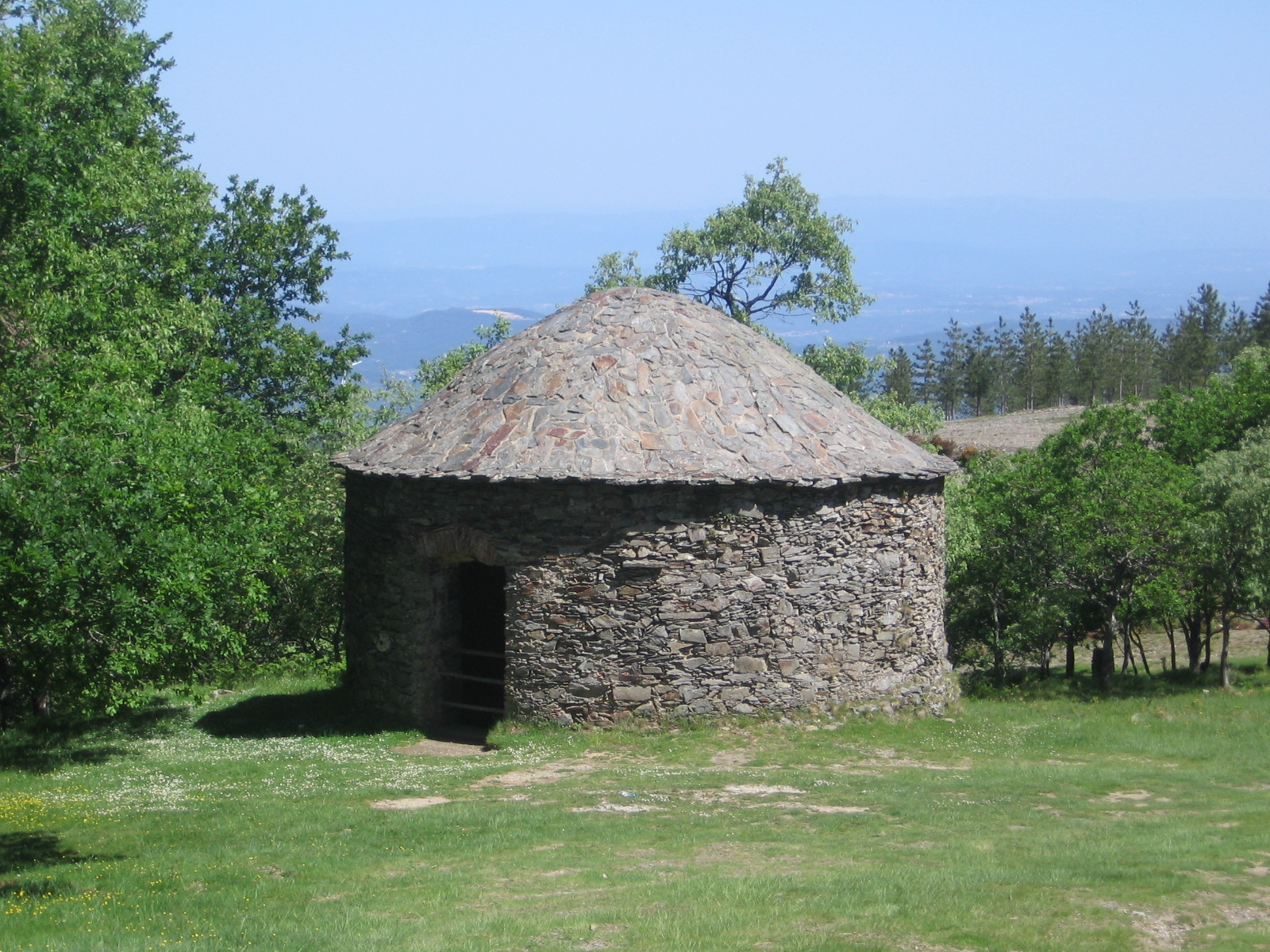
Ehemaliger Eiskeller

Die Capela de Santo António da Neve ist eine römisch-katholische Kapelle im Gebiet der portugiesischen Gemeinde Coentral (Kreis Castanheira de Pera). Sie wurde 1786 im Auftrag Julião Pereira de Castros, dem Neveiro-Mor des königlichen Hauses, etwa vier Kilometer nordöstlich von Coentral in 1150 Metern Höhe am Cabeço do Pereiro (Serra da Lousã) errichtet. Gewidmet wurde sie dem heiligen Antonius von Lissabon.
Die Kapelle war lange Zeit in privater Hand. 1954 erwarb die Câmara Municipal von Castanheira de Pera das Gebäude und es kam in den Besitz der Junta de Freguesia von Coentral. 
Mit Wirkung vom 3. Januar 1986 wurde die Kapelle zum Imóvel de Interesse Público erklärt. Zugehörig sind drei Eiskeller.